# Pintchen
Pintchen, auch  Pintgen oder Pintger, war ein regional geprägtes Flüssigkeitsmaß in Köln und dem Rheinland und kann als eine Verniedlichung des Maßes Pinte verstanden werden. Es war im Zusammenhang mit alkoholischen Getränken in Gebrauch.
Das Maß gehörte zu den kleinen Volumenmaßen und reichte von 16 ¾ Pariser Kubikzoll bis 19 Pariser Kubikzoll. Das entsprach etwa ⅓ Liter oder in dezimal 0,33246 Liter, also war
- 1 Pintchen = 0,33246 Liter (errechnet aus Ohm: 1 Pintger = 0,33225 Liter[3])
  - 1 Viertel = 4 Maaß = 16 Pintchen
  - 1 Ohm = 416 Pintchen = 138,22 Liter[3]
- 1 Mützchen (mutsje) =  ½ Pintchen = 0,1516 Liter[4]